# USS George H. W. Bush (CVN-77)
«Джордж Буш» (англ. USS George H. W. Bush (CVN-77)) — американский авианосец типа «Нимиц», десятый и последний корабль этого типа, имеет значительное количество усовершенствований по сравнению с предыдущими кораблями проекта. Назван в честь 41-го президента США Джорджа Буша-старшего. Является вторым кораблём США, названным в честь военно-морского лётчика (первым был «Форрестол»), а также вторым, названным в честь живущего президента (после авианосца «Рональд Рейган»). Также имеет позывной "Avenger", в честь самолета TBM Avenger , которым управлял тогдашний лейтенант Джордж Буш-старший во время Второй мировой войны.
Заложен 6 сентября 2003 года, спущен на воду 9 октября 2006 года, включён в состав флота 10 января 2009 года.

## Нововведения
Авианосец имеет следующие нововведения:
- «Остров»: Уменьшен и модернизирован бронированными стеклами окон, новыми радарами и коммуникационными установками.
- Палуба: Обновлены газоотбойники.
- Система хранения и распределения авиатоплива: Обновлена до уровня полуавтоматического управления процессом заправки.
- Система промывки гальюнов: Обновлена на вакуумную систему.
- Электроника и коммуникационные системы: Модернизированы с целью увеличения уровня автоматизации и снижения затрат по обслуживанию.

## Происшествия
В ноябре 2011 года стало известно, что авианосец на протяжении последних месяцев испытывал хроническую неисправность вакуумной системы канализации. За время первого похода было шесть случаев, когда одновременно выходили из строя все 423 туалета авианосца. В один из таких эпизодов морякам пришлось работать 35 часов подряд, чтобы устранить проблему. Cистема подвержена засорению и требует регулярной промывки кислотой для устранения неполадок и засоров. Стоимость одной кислотной промывки оценивается в 400 000 долларов.